# Leutarnia
Leutarnia fu un'antica città della Magna Grecia, situata probabilmente nei pressi dell'attuale Albidona, in provincia di Cosenza. La città era situata nella regione sibaritica o turina. La sua esistenza non è stata documentata da ricerche archeologiche, come per Sibari e Eraclea, ma si desume dagli svariati testi in cui è stata citata.

## Storia
(Nicola Coscia, Storia delle due Sicilie: dall'antichità più remota al 1789, 1847)
La città di Leutarnia si trovava nei pressi di Statio Ad Vicesimum (considerata l'odierna Trebisacce o Amendolara), a distanza dal mare. Fu descritta da Licofrone nella sua Alexandra, come città antichissima della Magna Grecia, posta non lontano da Siri, e da Strabone nella sua Geographia.
(Licofrone, Alexandra)

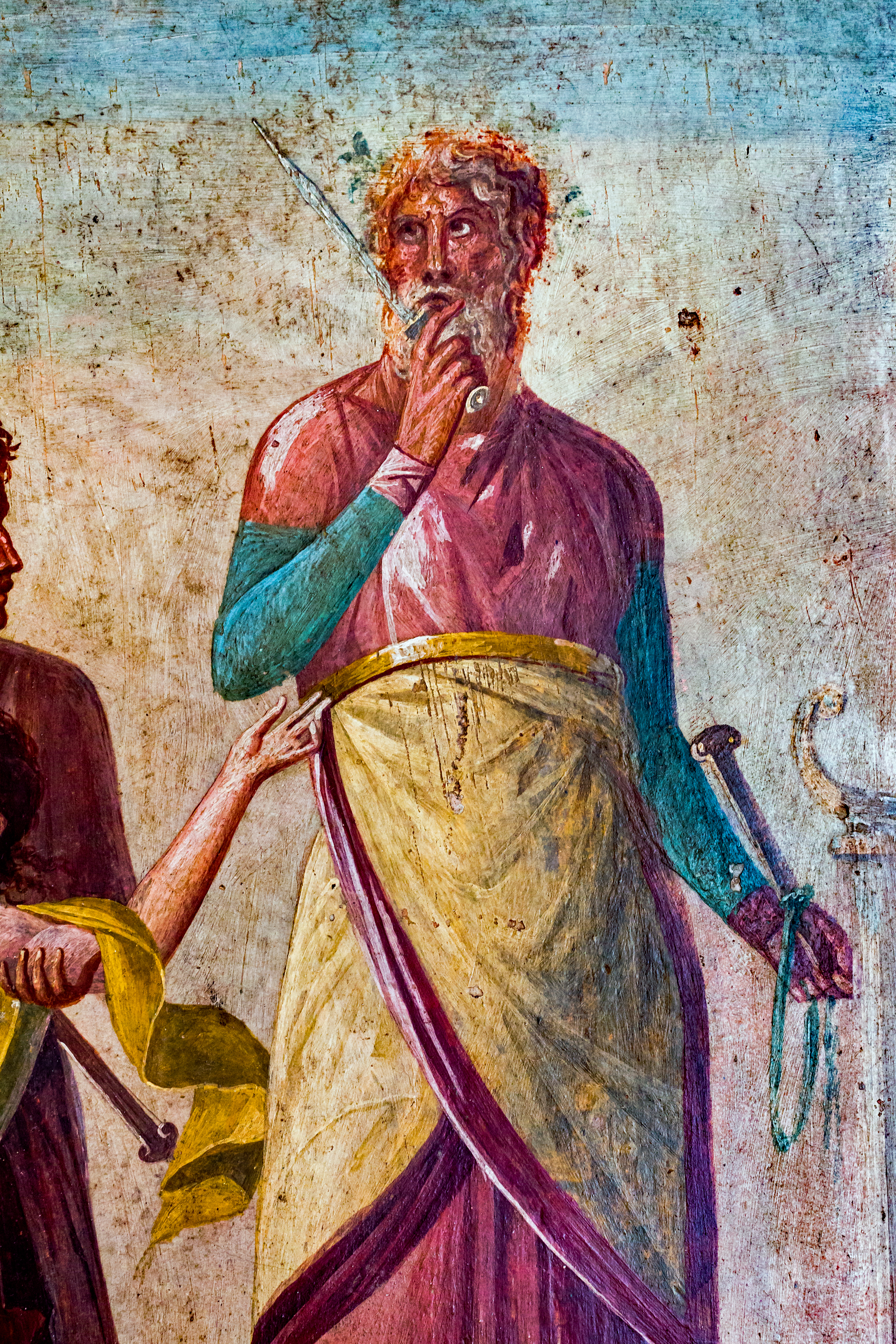
L'indovino Calcante nel Sacrificio di Ifigenia.

Isacio Tzetza, rifacendosi a queste parole, affermò invece che Siri e Leutarnia furono città e fiumi d'Italia, colonizzate dai superstiti troiani della guerra di Troia, i quali fuggirono dalla città invasa dagli Achei e raggiunsero le coste della Magna Grecia. I coloni erano guidati dal famoso indovino Calcante, accompagnato da Podalirio e Macaone, figli di Esculapio, i quali guidarono nella fuga da Troia trenta navi di soldati. Lo stesso Calcante fu ucciso con un colpo alla testa in questi luoghi, perché non riuscì ad indovinare, su richiesta di Sisifo, il numero di fichi che si trovavano su un albero.
Isacio narra, invece, che Podalirio fu ucciso con un pugno da Ercole, e fu sepolto dallo stesso in un sepolcro accanto a quello di Calcante.
Strabone, invece, parla di una città chiamata Leuternia, nei pressi di Leuca, dove abitavano secondo il mito i giganti Leuternii, uccisi da Ercole in quel lido, e "chiara personificazione delle solfuree esalazioni", come afferma il Corcia nella Storia delle due Sicilie: dall'antichità più remota al 1789. Quindi, etimologicamente, il termine Leuternia o Leutarnia potrebbe indicare le fetide esalazioni, che accomunano la città di Leuternia, di cui parla Strabone, e la città di Leutarnia, che ospitava nel suo territorio una fonte sulfurea, forse la fontana Fetente, la quale si trova nel Bosco Potente nel territorio di Albidona.
Sebbene le notizie sulla fondazione di Leutarnia siano vaghe e frammentarie, le informazioni sulla sua scomparsa sono ancora più labili. Massimo Nugnes la inserisce nell'elenco di quelle città completamente distrutte dai Saraceni, ma non si riscontrano altre fonti che trattano tale argomentazione.

## Albidona costruita sulle rovine dell'antica Leutarnia?
(Girolamo Marafioti, Croniche et antichità di Calabria)

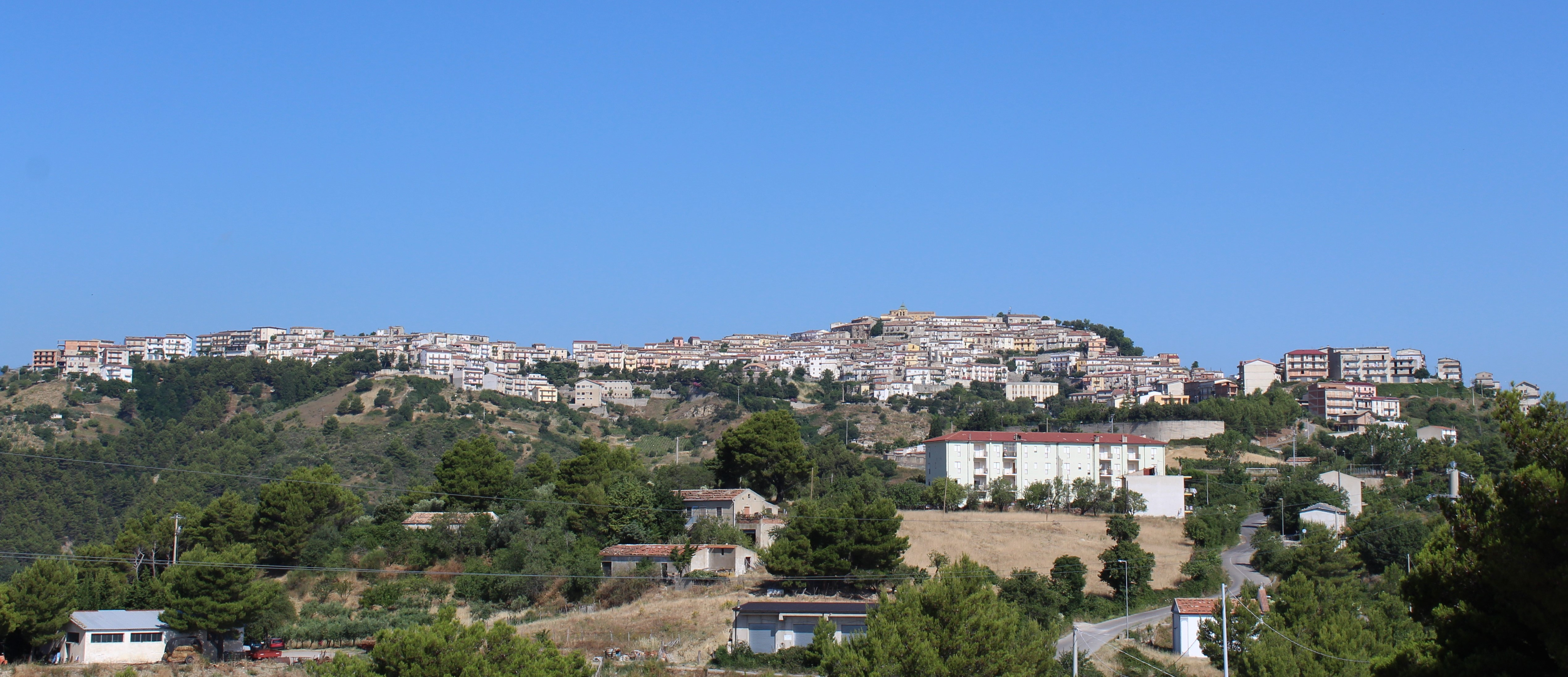
Panorama di Albidona, in provincia di Cosenza.

Le notizie su Leutarnia narrate da Licofrone, Strabone e Isacio, sono citate principalmente nell'opera di Alessio Simmaco Mazzocchi, Commentariorum in regii Herculanensis Musei aeneas Tabulas Heracleenses. Ma saranno il Barrio e il Fiore, i primi a ipotizzare che Leutarnia sorgesse nel luogo in cui oggi è situata Albidona. In tempi più recenti ne parlano Giuseppe Antonini, l'abate Romanelli, l'autore inglese Cramer, il Coscia e Gustavo Valente, il Vannucci, William Hazlitt, e Lorenzo Giustiniani, rifacendosi alle fonti sopra menzionate.
Addirittura nel Vocabolario italiano-latino di Giuseppe Pasini (1817) e nel Vocabula latini italique sermonis, ex auries et optimi scriptoribus... (1833) Leutarnia viene considerata la variante latina di Alvidonia, cioè Albidona.
(Gabriele Barrio, De antiquitate et situ Calabriae)